# فيلهلم يوردان (جيوديسي)
فيلهلم يوردان (بالألمانية: Wilhelm Jordan)‏ (1845 – 1899 م) هو رياضياتي، وأستاذ جامعي ألماني، ولد في فورتمبيرغ، كان عضوًا في الأكاديمية الوطنية الألمانية للعلوم ليوبولدينا، توفي في هانوفر، عن عمر يناهز 54 عاماً.